# 丽𰡉科
丽科（学名：Astigalidae）是一种已灭绝的哺乳动物，属于𰡉兽目的一个科，与啮齿目和兔形目有关。该科的成员生活在中国的古新世和始新世。

## 属
- †丽属 Astigale
- †玉萍属 Yupingale
- †珠玑属 Zhujegale